# Cardioglossa congolia
Cardioglossa congolia Hirschfeld, Blackburn, Greenbaum & Rödel, 2015 è un anfibio anuro, appartenente alla famiglia degli Artroleptidi.

## Distribuzione e habitat
È endemica della Repubblica Democratica del Congo.